# جيفري هاركورت
جيفري هاركورت (بالإنجليزية: Geoffrey Harcourt)‏ هو اقتصادي أسترالي، ولد في 27 يونيو 1931 في ملبورن في أستراليا.